# Huércal-Overa

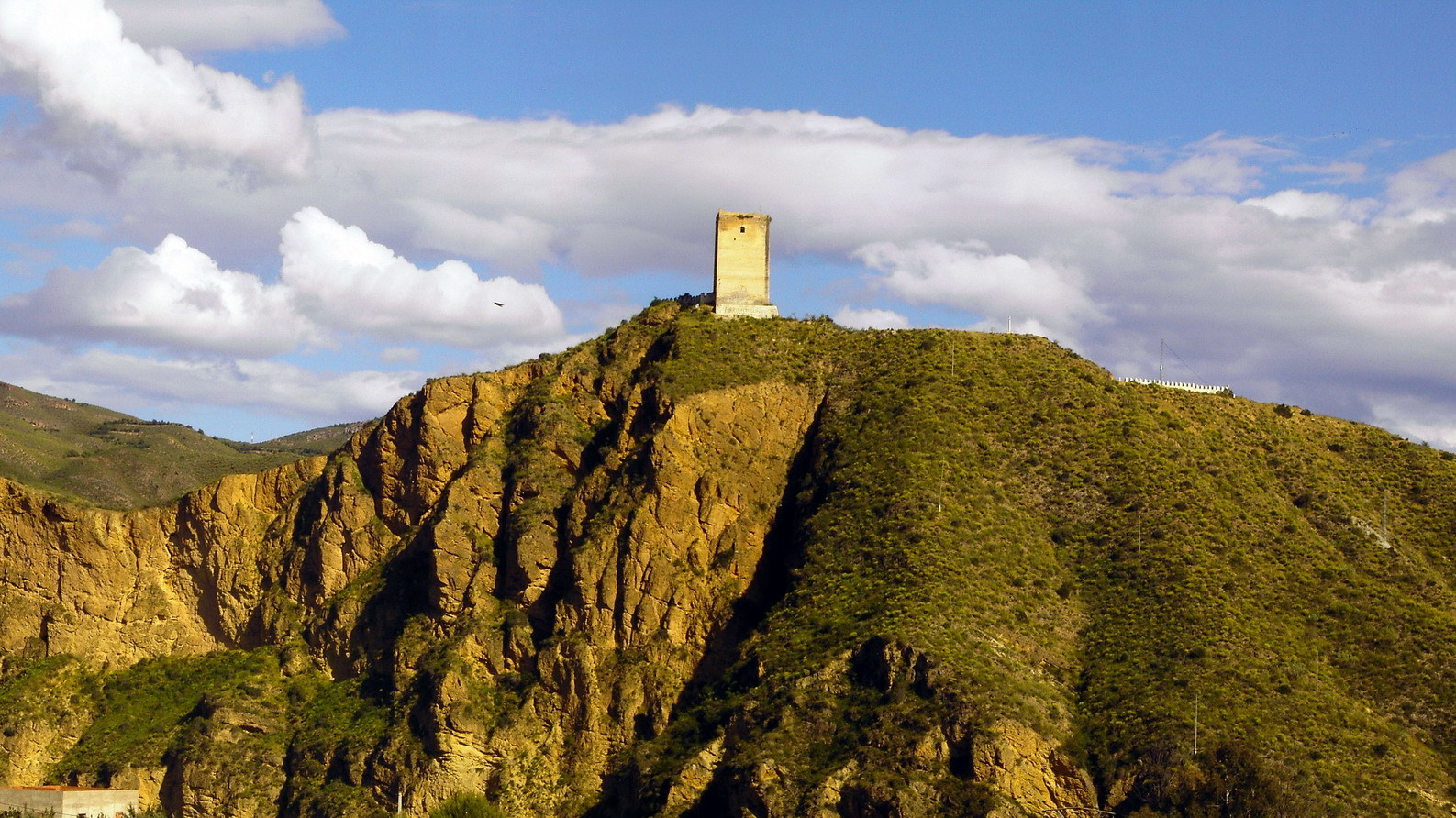
Torre nazarí de Huércal-Overa de segunda mitad del

Huércal-Overa es una localidad y municipio español situado en la parte noroccidental de la comarca del Levante, en la provincia de Almería, comunidad autónoma de Andalucía. Limita con los municipios almerienses de Pulpí, Cuevas del Almanzora, Antas, Zurgena, Taberno y Vélez-Rubio, y con los municipios murcianos de Puerto Lumbreras y Lorca. Por su término discurre el río Almanzora.
El municipio huercalense se divide en ocho entidades singulares de población, seis de ellas diputaciones, que agrupan a treinta y nueve núcleos de población, entre los que destacan Huércal-Overa —capital municipal, comarcal y sede de un partido judicial propio—, Santa María de Nieva, El Saltador, San Francisco, Úrcal, Molineta, La Atalaya y Los Menas.

## Toponimia
Huércal parece derivar del árabe warqal, que según la arabista Elena Pezzi significa vergel. Para el historiador local Enrique García Asensio, no obstante, el topónimo debe de remontarse más allá de la invasión islámica, y para ello compara Huércal con términos vecinos como Urci, Úrcal, Baria o Húrtal. Además, señala la coincidencia en las consonantes entre Lorca, de la que dependió la localidad durante muchos años, y Huércal. Para apoyar la teoría de un origen preislámico, téngase en cuenta que, si proviniera de Lorca, hay otra Lorca en Navarra, que se dice proviene también del árabe, aunque sin razones de peso. A juicio de otro estudioso, Francisco Javier Simonet, Huércal debe venir del bereber. El añadido Overa llegó con la reforma de la nomenclatura municipal de 1916, con la idea de diferenciarla de Huércal de Almería.

## Geografía física

### Situación
Integrado en la comarca del Levante Almeriense, se encuentra situado a 104 kilómetros de la capital provincial, a 113 de Murcia y a 191 de Granada. El término municipal está atravesado por la autovía del Mediterráneo (A-7) entre las ciudades de Almería y Murcia, además de por la carretera nacional N-340 y por las carreteras autonómicas A-327, que se dirige a Vélez-Rubio, A-334, que conecta con Albox, y A-350, que permite la comunicación con Pulpí.
El relieve del municipio está definido por el valle del río Almanzora por el sur, la sierra de Almagro por el este, la loma de la Capellanía por el oeste y una zona montañosa irregular por el norte que forma parte de las estribaciones de la sierra de las Estancias, donde abundan las ramblas y barrancos. La altitud oscila entre los 1247 metros en el límite con la provincia de Murcia (Cabezo de la Jara) y los 180 metros en el embalse de Cuevas del Almanzora del río Almanzora. El pueblo se alza a 280 metros sobre el nivel del mar.
| Noroeste: Vélez-Rubio     | Norte: Vélez-Rubio                | Nordeste: Puerto Lumbreras (MU)                                       |
| Oeste: Taberno y Zurgena  |                                   | Este: Puerto Lumbreras (MU), Lorca (MU), Pulpí y Cuevas del Almanzora |
| Suroeste: Zurgena y Antas | Sur: Antas y Cuevas del Almanzora | Sureste: Cuevas del Almanzora                                         |

### Riesgos naturales
El municipio de Huércal-Overa cuenta con un PTEL que cumple con la Ley 5/2010 sobre autonomía local.

## Historia

### Prehistoria y Edad Antigua
Todo el Levante Almeriense fue centro de una intensa actividad en la prehistoria, destacando la cultura de El Argar, civilización que, con un supuesto solar original en la vecina localidad de Antas, se extendió por las actuales provincias españolas de Almería, Murcia, Granada, Alicante, Jaén, Albacete y Ciudad Real. Los vestigios más antiguos localizados en toda Europa relativos a la práctica de la minería subterránea aparecieron en Cerro Minado, y datados en la Edad del Cobre. Más tarde fenicios, griegos, cartagineses y romanos pasaron por esta zona en su paso por el Levante mediterráneo. Enfrentados en hasta tres guerras, cartagineses y romanos lucharon por los campos de Huércal-Overa, en cuyas cercanías se ubica una de las hipótesis de la batalla de Ilorca, tras la que el general romano Cneo Cornelio Escipión perdió la vida en el Cabezo de la Jara, también llamado Cueva de Escipión. Una vez Roma se impuso a su rival, la zona pasó a formar parte de la provincia Tarraconense, primero, y después, de la provincia Cartaginense, al desgajarse esta tras la reforma de Diocleciano, aunque esta se sitúa justo en la frontera con la Bética. Las minas de la comarca fueron un gran reclamo para aquellos pueblos de la Antigüedad, como lo fue la península ibérica. Las galerías del cerro de San Francisco, en las proximidades de El Saltador, y de la Sierra Enmedio conservan aún restos de galerías.

### Edad Media: invasión islámica y reconquista cristiana
En 1266, unos mudéjares murcianos que marchaban a Granada luego de la rebelión de 1264 fueron hechos presos cerca de la localidad por huestes cristianas. Por su situación limítrofe, contó durante el siglo XIII con un almacén fortificado, segundo descubierto en España, excavado en mayo de 2024 en el yacimiento de Huércal la Vieja. Consistía en una muralla fuerte con celdas individuales propiedad de familias de las vecinas Huércal y Overa. El almacén se debió de abandonar a finales de aquella centuria.
Parece ser que Fernando de Antequera ocupó Overa por unos días, así como Úrcal, en 1407, dentro de una campaña que luego imitaron otros caudillos castellanos. Ambas localidades fueron finalmente conquistadas por el rey Fernando el Católico en 1488, al mando de cuyas tropas estaba el marqués-duque de Cádiz, Rodrigo Ponce de León, e incorporadas a la ciudad de Lorca tras separarlas de la jurisdicción de Vera por la Real Cédula del 2 de agosto de dicho año.
Hasta 1488 la zona de Huércal y Overa era frontera del Reino de Granada, junto con Xiquena y Tirieza, y más allá de las incursiones periódicas castellanas, y en ocasiones aragonesas, apenas tuvo sobresaltos, pues la zona del Reino de Murcia colindante apenas se había poblado para finales del siglo XIII y comienzos del XIV.

### Edad Moderna: dependencia de Lorca y exención de villazgo
En 1572, la población de Overa se trasladó a Huércal, formando así un solo núcleo. En el Libro del Apeo de 1568, se registraron ciento ochenta moriscos, y tras su expulsión vinieron un total de sesenta y cinco personas, sobre todo del vecino Reino de Murcia, y muy en particular de Lorca, de donde vinieron cuarenta y una personas, aunque también de otros pueblos como Mula, Caravaca de la Cruz o Cehegín, e incluso de Madrid.El 3 de marzo de 1668, y tras una gran contienda administrativa, consiguió la exención de villazgo, que le concedía la categoría de villa. 

### Edad Contemporánea
En 1882 entró en servicio el primer depósito de agua moderno de la provincia, que aún está en servicio, y que se construyó por los daños generado por la riada de tres años antes.
La construcción del embalse de Cuevas del Almanzora provocó la desaparición de la pedanía de Los Orives, ya que quedaba por debajo de su nivel máximo teórico. A pesar de ello, en raras ocasiones, y siempre tras fuertes lluvias, la cota del agua ha subido lo suficiente como para sumergir el pueblo, debido a su mala impermeabilización.

## Geografía humana

### Organización territorial
En Huércal-Overa, por su gran extensión y cercanía a la Región de Murcia, se divide el término municipal en diputaciones, que agrupan a la mayoría de los núcleos de población o pedanías.

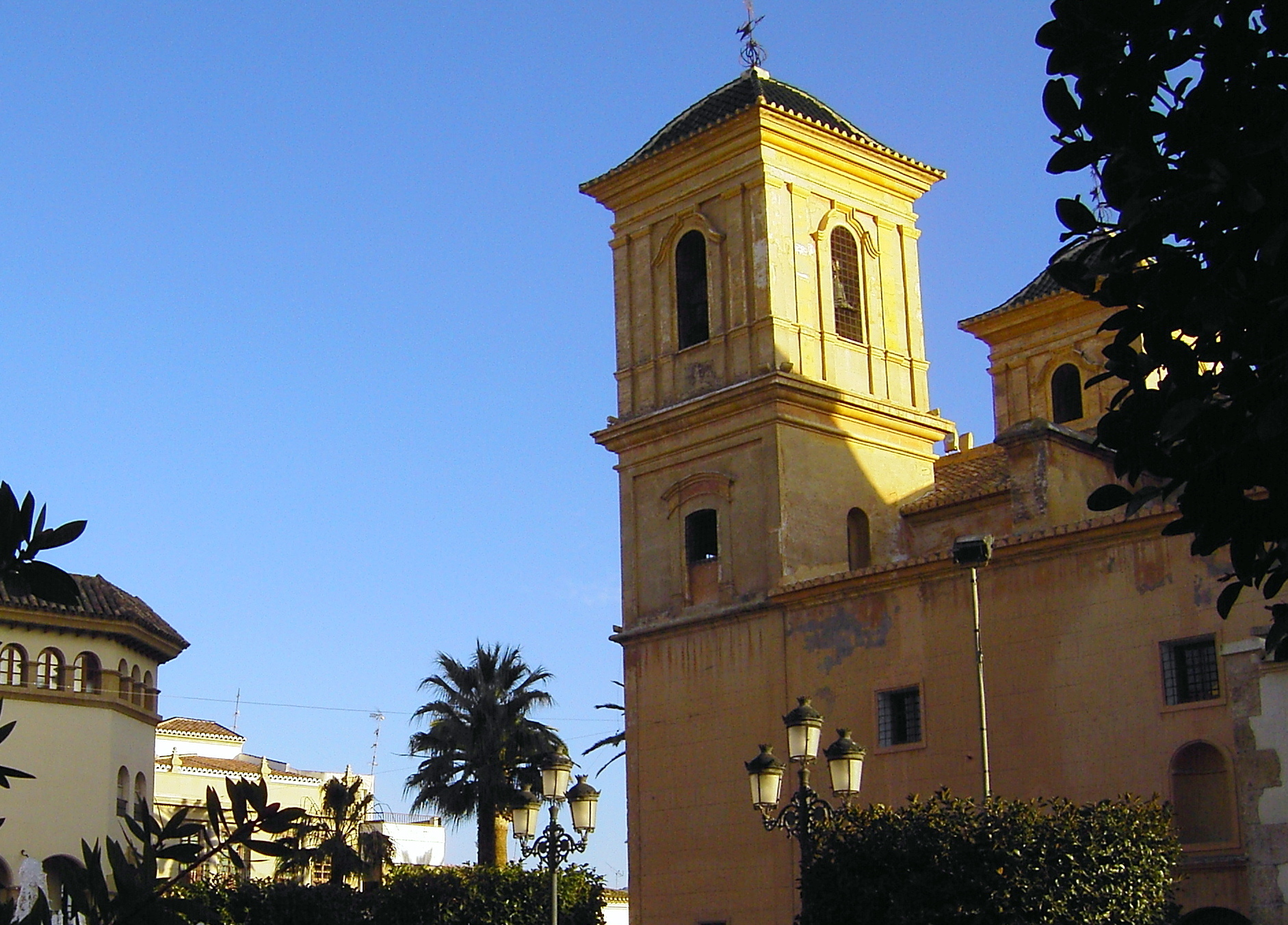
Iglesia de Nuestra Señora de la Asunción, en Huércal-Overa

Las seis diputaciones, con sus núcleos, son:
- Diputación de Overa, formada por los núcleos de Los Ballestas, La Concepción, Los Menas, Los Navarros, El Pilar y Santa Bárbara.
- Diputación del Puertecico, formada por los núcleos de Fuente Amarga, Los López, Las Piedras y El Puertecico.
- Diputación del Saltador, formada por los núcleos de Gacía, El Saltador y San Francisco.
- Diputación de Santa María de Nieva, formada por los núcleos de Los Cayetanos, El Chorreador, El Gor, La Hoya, La Loma, Las Minas y Santa María de Nieva.
- Diputación de la Sierra de Enmedio, formada por los núcleos de Los Carmonas, Góñar y Las Norias.
- Diputación de Úrcal, formada por los núcleos de Abejuela, La Fuensanta, Los Gibaos, Gibiley, Las Labores, Los Pedregales, Rambla Grande y Úrcal.

Además de las seis diputaciones hay dos entidades más que agrupan el resto de los treinta y nueve núcleos:
- Almajalejo, formada por los núcleos de Almajalejo, La Parata, Pedro García y La Perulera.
- Huércal-Overa, formada por los núcleos de La Atalaya, Huércal-Overa, Molineta y Ruchete.

### Demografía
Cuenta con una población de 20 609 habitantes (INE 2024).
| Gráfica de evolución demográfica de Huércal-Overa entre 1842 y 2021 |
| |
| Población de derecho según los censos de población del INE. Población de hecho según los censos de población del INE.En este censo se denominaba Huercal-Obera: 1842. Entre el censo de 1860 y el anterior, crece el término del municipio porque incorpora a Santa María de Nieva. Entre el censo de 1857 y el anterior, disminuye el término del municipio porque independiza a Santa María de Nieva. Entre el censo de 1842 y el anterior, aparece este municipio porque se fusionan los municipios Huércal -lugar de Lorca, Murcia- y de Overa -lugar de Vera, Almería. |

### Comunicaciones

#### Autobuses
Huércal-Overa cuenta con una estación de autobuses, situada en la travesía Alameda n.º65, en la que opera la compañía ALSA. También dispone de una línea de autobús urbano.

#### Carreteras
La autovía del Mediterráneo (A-7) atraviesa el término municipal y presenta tres accesos a la ciudad.
Algunas distancias entre Huércal-Overa y otras ciudades:
| Ciudades | Distancia (km) |
| -------- | -------------- |
| Almería  | 104            |
| Murcia   | 113            |
| Alicante | 186            |
| Granada  | 191            |
| Jaén     | 248            |

#### Trenes
Hasta 1985 la localidad de Huércal-Overa contaba con una conexión ferroviaria directa con las ciudades de Murcia, Granada, Lorca y Águilas, el llamado ferrocarril del Almanzora. En los últimos años, debido al auge del transporte por ferrocarril, han existido planes por la administración para volver a poner en funcionamiento la línea férrea para transporte de viajeros y mercancías de las cercanas canteras de Macael.

### Economía
Huércal-Overa es un municipio que se dedica principalmente al sector terciario, destacando su hospital que da servicio a toda la comarca, así como los juzgados de primera instancia del partido judicial de su mismo nombre. En ella también están la oficina comarcal de Hacienda, Seguridad Social y Tesorería, SEPE y demás estamentos.
Sus principales actividades productivas son la ganadería porcina, la almendra, los cítricos, construcción, distribución y tradicionalmente también lo fue la producción de los encajes de artesanía.
Huércal-Overa se ha convertido en los últimos años en un importante foco de inmigración de ciudadanos extranjeros procedentes sobre todo de países iberoamericanos, Bulgaria y de Reino Unido. La población extranjera, a fecha de 2022, era de 4.251 personas. El grupo extranjero más numeroso provenía entonces de Marruecos, ya que los nacionales de dicho país suponían el 25% de los inmigrantes de la localidad en 2022.

#### Evolución de la deuda viva municipal
| Gráfica de evolución de deuda viva del Ayuntamiento de Huércal-Overa entre 2008 y 2020                                |
| |
| Deuda viva del Ayuntamiento de Huércal-Overa en miles de euros según datos del Ministerio de Hacienda y Ad. Públicas. |

## Símbolos
Huércal-Overa cuenta con un escudo y bandera adoptados de manera oficial el 19 de noviembre de 2013. El escudo venía siendo usado por el consistorio desde 1912, cuando le fue concedido por el rey Alfonso XIII.

### Escudo
Su descripción heráldica es la siguiente:

Escudo francés moderno cuartelado y entado en punta: 1.º de azur (azul) castillo de oro (amarillo) y superado de una llave también de oro; 2.º de gules (rojo) un castillo con escala de oro y superado de una luna creciente también de oro; 3.º de gules un castillo de oro; 4.º de plata (blanco) una granada de oro, rajada y frutada de gules; 5.º entado en punta de plata una cruz de San Jorge; 6.º sobre el todo un escudete de forma afrancesada moderna de sinople (verde) con un yugo, una pala y una horca formando un aspa, y una colmena con abejas, puestos en palo y todo de oro; 7.º bordura de oro cargada con la inscripción “Muy Leal, Patriótica y Laboriosa villa de Huércal-Overa” en letras de sable (negro). Al timbre, un águila de su color, sombreada, azorada y colgando de su pico una cinta de plata ondulante cargada de la inscripción “Exención de Villazgo 3 de marzo de 1668”, en letras de oro.

### Bandera
La enseña del municipio tiene la siguiente descripción:

Bandera rectangular vez y media más larga, del asta al batiente, que ancha, de granate (pantone 1955). Carga en su centro el escudo municipal.

## Política

### Resultado de las elecciones municipales de 2023
| Candidatura     | Candidatura                              | Votos  | %                               | Escaños                         |
| --------------- | ---------------------------------------- | ------ | ------------------------------- | ------------------------------- |
|                 | Partido Popular (PP)                     | 5127   | 56,78                           | 13                              |
|                 | Partido Socialista Obrero Español (PSOE) | 2971   | 32,91                           | 7                               |
|                 | Vox                                      | 518    | 5,74                            | 1                               |
|                 | Almería Avanza                           | 350    | 3,88                            | 0                               |
|                 | Con Andalucía (Podemos-IU-MP-IdPA)       | 68     | 0,70                            | 0                               |
| Votos en blanco | Votos en blanco                          | 68     | 0,70                            | -                               |
| Votos válidos   | Votos válidos                            | 9097   | 98,75                           | 21                              |
| Votos nulos     | Votos nulos                              | 116    | Participación: \| \| 67,40 % \| | Participación: \| \| 67,40 % \| |
| Votantes        | Votantes                                 | 9213   | Participación: \| \| 67,40 % \| | Participación: \| \| 67,40 % \| |
| Electores       | Electores                                | 13 668 | Participación: \| \| 67,40 % \| | Participación: \| \| 67,40 % \| |
|                 | 67,40 %                                  |        |                                 |                                 |

### Alcaldes
| Legislatura | Nombre                                                                              | Grupo   |
| ----------- | ----------------------------------------------------------------------------------- | ------- |
| 1979-1983   | José María Fernández Viúdez                                                         | UCD     |
| 1983-1987   | Juan Gómez Sánchez                                                                  | PSOE    |
| 1987-1991   | Juan Gómez Sánchez                                                                  | PSOE    |
| 1991-1995   | Juan Gómez Sánchez                                                                  | PSOE    |
| 1995-1999   | Diego Ortega Parra (1995-1996) José Diego López Gómez (1996-1999)                   | PA PP   |
| 1999-2003   | José Diego López Gómez (1999-2001) Luis García Collado (2001-2003)                  | PP PSOE |
| 2003-2007   | Luis García Collado                                                                 | PSOE    |
| 2007-2011   | Luis García Collado                                                                 | PSOE    |
| 2011-2015   | Domingo Fernández Zurano                                                            | PP      |
| 2015-2019   | Domingo Fernández Zurano                                                            | PP      |
| 2019-2023   | Francisca Lourdes Fernández Ortega (2019-2020) Domingo Fernández Zurano (2020-2023) | PSOE PP |
| 2023-act.   | Domingo Fernández Zurano                                                            | PP      |

### Administración estatal y autonómica
- Agencia Estatal de la Administración Tributaria[23]
- Puesto de la Guardia Civil[24]

## Servicios públicos

### Educación
Huércal-Overa cuenta con dos institutos:
- Instituto de Educación Secundaria Cura Valera[25]
- Instituto de Educación Secundaria Al-Bujaira[26]

### Sanidad
El Hospital La Inmaculada, inaugurado en 1980, atiende a una población de 150 000 personas repartidas en treinta y cuatro municipios. El centro de diálisis y de salud mental son otras dependencias que se encuentran fuera de los pabellones del hospital comarcal.

## Cultura

### Patrimonio inmaterial
Entre las celebraciones del municipio destaca la feria y fiestas de octubre. Tienen lugar la tercera semana del mes y es un punto de encuentro de los vecinos de la localidad y alrededores.
En el Día de las Lumbres, 8 de febrero, se encienden hogueras por toda la villa rememorando una tradición muy antigua. Data de 1739, cuando se terminó el actual templo parroquial y se trasladó el Santísimo de la antigua iglesia hasta la nueva, y a su paso se prendieron fogatas para alumbrar dicho traslado.
También destaca el Día del Cura Valera, que se celebra el 27 de febrero.

### Semana Santa
En la Semana Santa huercalense se realizan los primeros desfiles procesionales de la provincia de Almería declarados de Interés Turístico en el año 1983 por el Gobierno de España. En ella se procesionan imágenes de Salzillo, Francisco Bellver, Castillo Lastrucci, Navarro Arteaga, Sánchez Lozano o González Moreno. Son cuatro las Hermandades que hacen su estación de penitencia por las calles de Huércal-Overa.

#### La Borriquilla
La Humilde y Fervorosa Hermandad de la Sagrada Entrada de Jesús de la Redención en Jerusalén, Nuestra Señora de la Paz y Santiago Apóstol, popularmente conocida como La Borriquilla, ha sido la última hermandad en incorporarse a la Semana Santa, concretamente en el año 2004. Sale en procesión el Domingo de Ramos.

#### Paso Morado

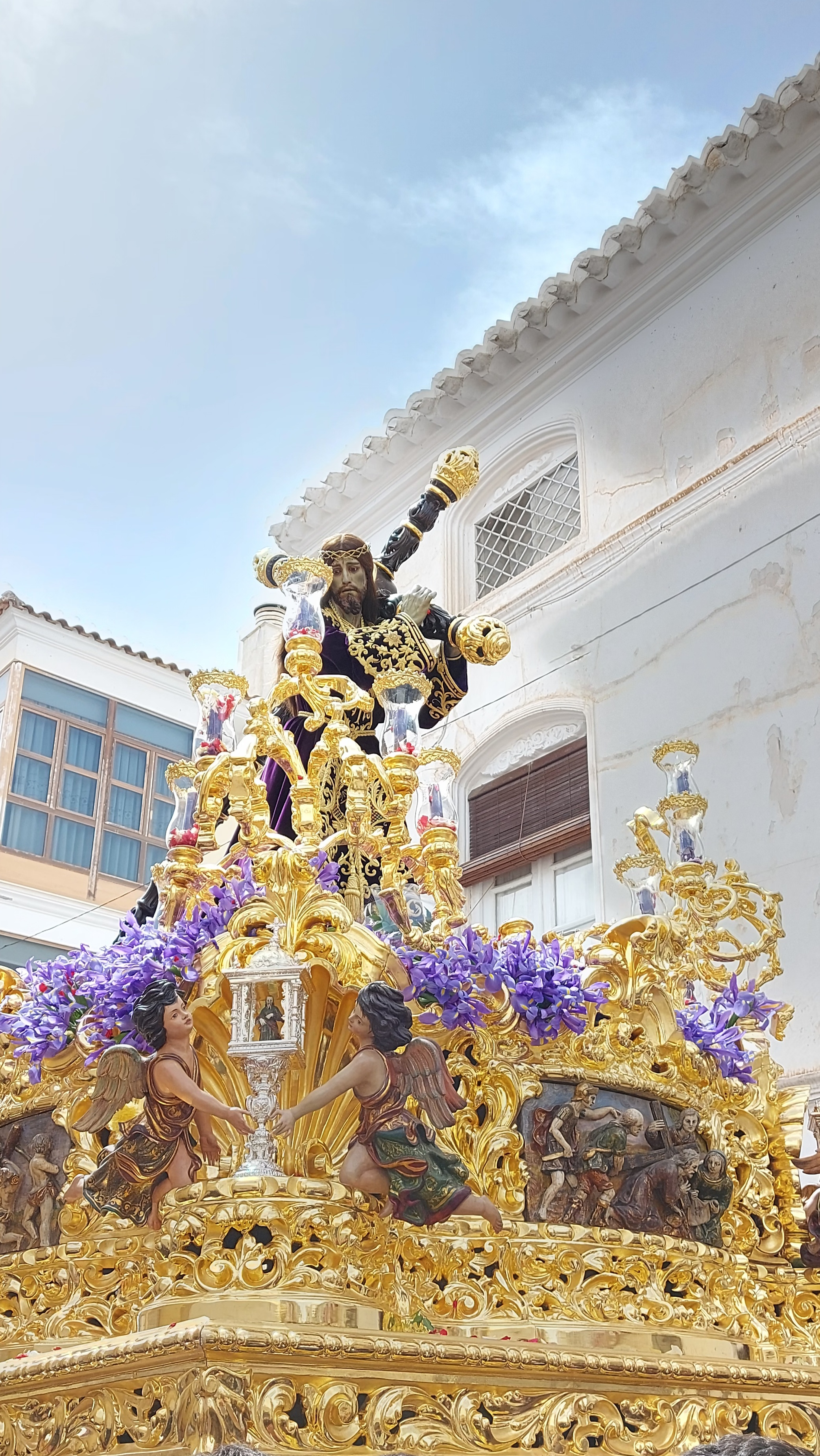
Nuestro Padre Jesús Nazareno a su paso la mañana del Viernes Santo por la calle Arco (Huércal-Overa, 2022)

La Real y Venerable Cofradía de Nuestro Padre Jesús Nazareno, o Paso Morado, tiene su origen en el año 1740. Sale en procesión el Miércoles Santo. El Paso Morado representa los hechos anteriores a la muerte de Cristo, y procesionan, aparte de la imagen de Nuestro Padre Jesús Nazareno (Francisco Salzillo, década de 1740), las imágenes del Santísimo Cristo de la Misericordia (Francisco Bellver, 1860), María Santísima de la Esperanza (Antonio Castillo Lastrucci, 1955) y Nuestra Señora de la Amargura (Juan Lorente Sánchez, 1960). Antes de la GG.CC., procesionaban una Santa Cruz y un misterio de la Sagrada Flagelación del Señor.

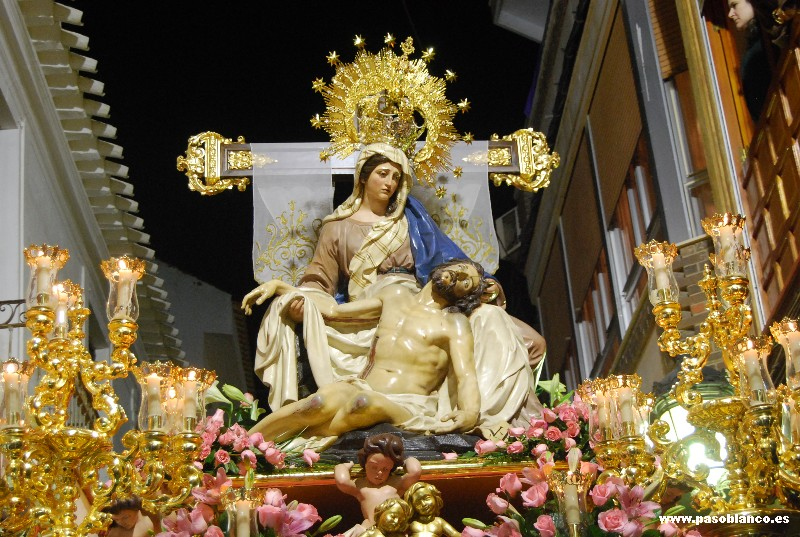
La Virgen de las Angustias de Huércal-Overa

#### Paso Blanco
La Real, Venerable e Ilustre Cofradía de Nuestra Señora de las Angustias, o Paso Blanco, fue refundada en el año 1890. Sale en procesión el Jueves Santo. El Paso Blanco representa los hechos que tienen lugar durante la muerte de Cristo, y procesionan las imágenes de San Juan Evangelista (José Hernández Navarro, 1997), Nuestro Padre Jesús en su Tercera Caída (Julián Alanguas Puchet, 1945), la Preciosísima Sangre de Nuestro Señor ("Cristo de la Sangre", de Juan González Moreno, 1965), Nuestro Padre Jesús de la Pasión Cautivo (José Antonio Navarro Arteaga, 2002) y la imagen de Nuestra Señora de las Angustias, de Francisco Bellver.

#### Paso Negro
La Pontificia, Real, Venerable e Ilustre Cofradía de Nuestra Señora de la Soledad y Santo Sepulcro del Redentor, o Paso Negro, data del año 1661. Se trata de la decana provincial, anterior al propio ayuntamiento de la villa y está entre las que más títulos posee de toda la región. Realiza estación de penitencia la noche del Viernes Santo. El Paso Negro representa solemnemente los hechos posteriores a la muerte de Cristo y cuenta aproximadamente con mil quinientos hermanos. Destaca su devoción a la patrona de Huércal-Overa, la Santísima Virgen del Río Coronada (José Sánchez Lozano, 1975). Procesionan el misterio de la Oración en el Huerto de Nuestro Señor (José Noguera, 1953), Nuestra Señora de la Soledad (José Sánchez Lozano, 1976) y el Santo Sepulcro del Redentor (Julián Alanguas Puchet, 1948), junto con la anteriormente citada Virgen del Río. Antes de la Guerra Civil también procesionaba una imagen de María Magdalena la cual se encuentra en un domicilio particular.
La Virgen del Río cuenta con un nuevo santuario disponiendo además de dos tronos o pasos, y fue condecorada recientemente con el Escudo de Oro de la provincia de Almería.

### Gastronomía
Entre la gastronomía huercalense destacan los gurullos, el empedrao, las pelotas, las empanadas de almendra y las migas.
La empanada de almendra es un dulce típico de la Navidad, sus componentes esenciales, son almendra, huevos, harina y aceite de oliva. En cuanto a las migas, se hacen bien de harina de trigo o sémola y de harina de harina de maíz.
También el mar es uno de los principales recursos de la cocina almeriense. Existen pescados típicos como el rape, la caballa, el salmonete, el pulpo, el calamar. Dentro de los mariscos se tiene la jibia, el gambón rojo de Almería o los populares galanes. A diferencia de otras partes del sur peninsular, la cocina almeriense destaca por la preparación del pescado a la plancha. Otra preparación habitual de la cocina almeriense de pescado son los guisos marineros.

## Deportes
Huércal-Overa cuenta una gran cantidad de instalaciones deportivas. Entre las que destacan el pabellón municipal, la piscina cubierta y centro de deportes, las pistas polideportivas y la piscina municipal.
Además cuenta con el estadio de fútbol El Hornillo, donde juega el Huércal-Overa CF, que actualmente juega en segunda división de Murcia.

## Hermanamiento
- Lorca, España[34]